# Medovina básnictví

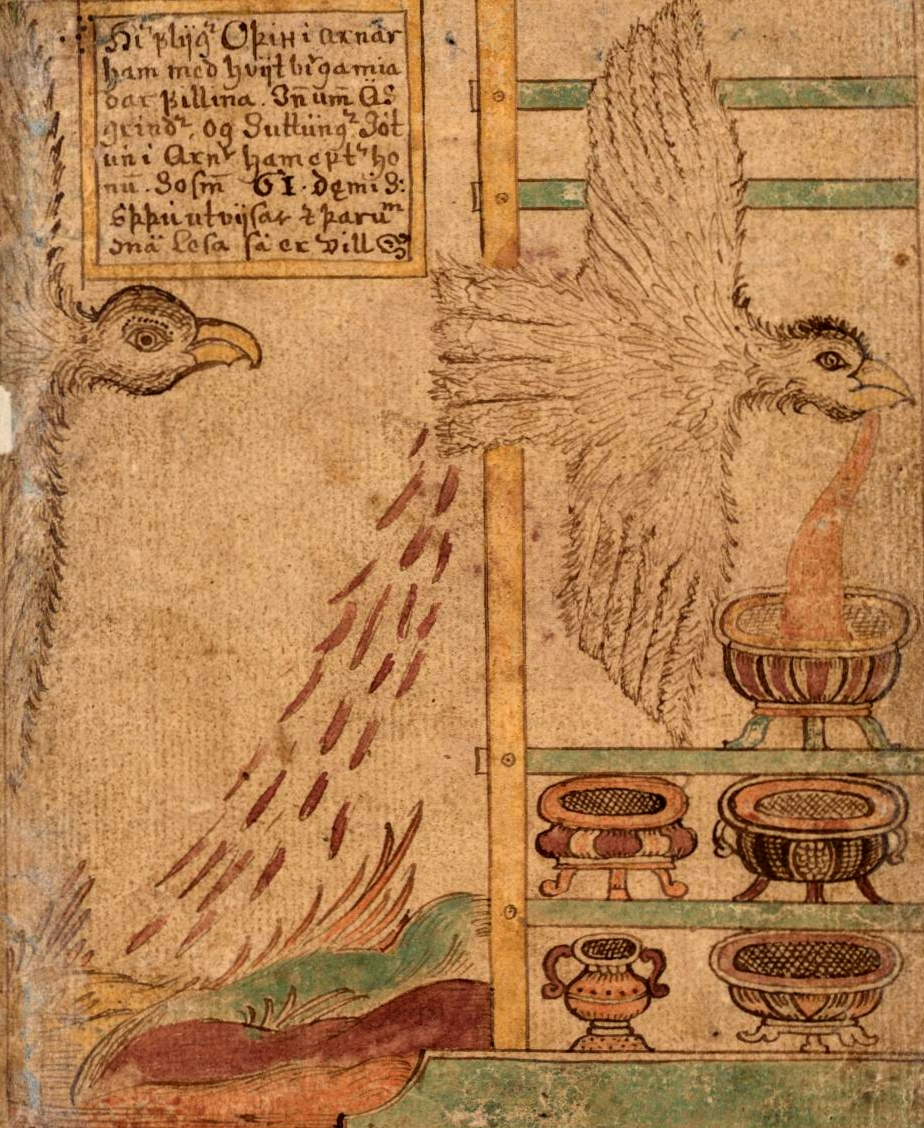
Suttung pronásleduje letícího Odina, ten vyvrhává medovinu do několika nádob a ještě předtím něco málo vypouští druhou stranou. Ilustrace od Jakoba Sigurðssona, islandského umělce 18. století.

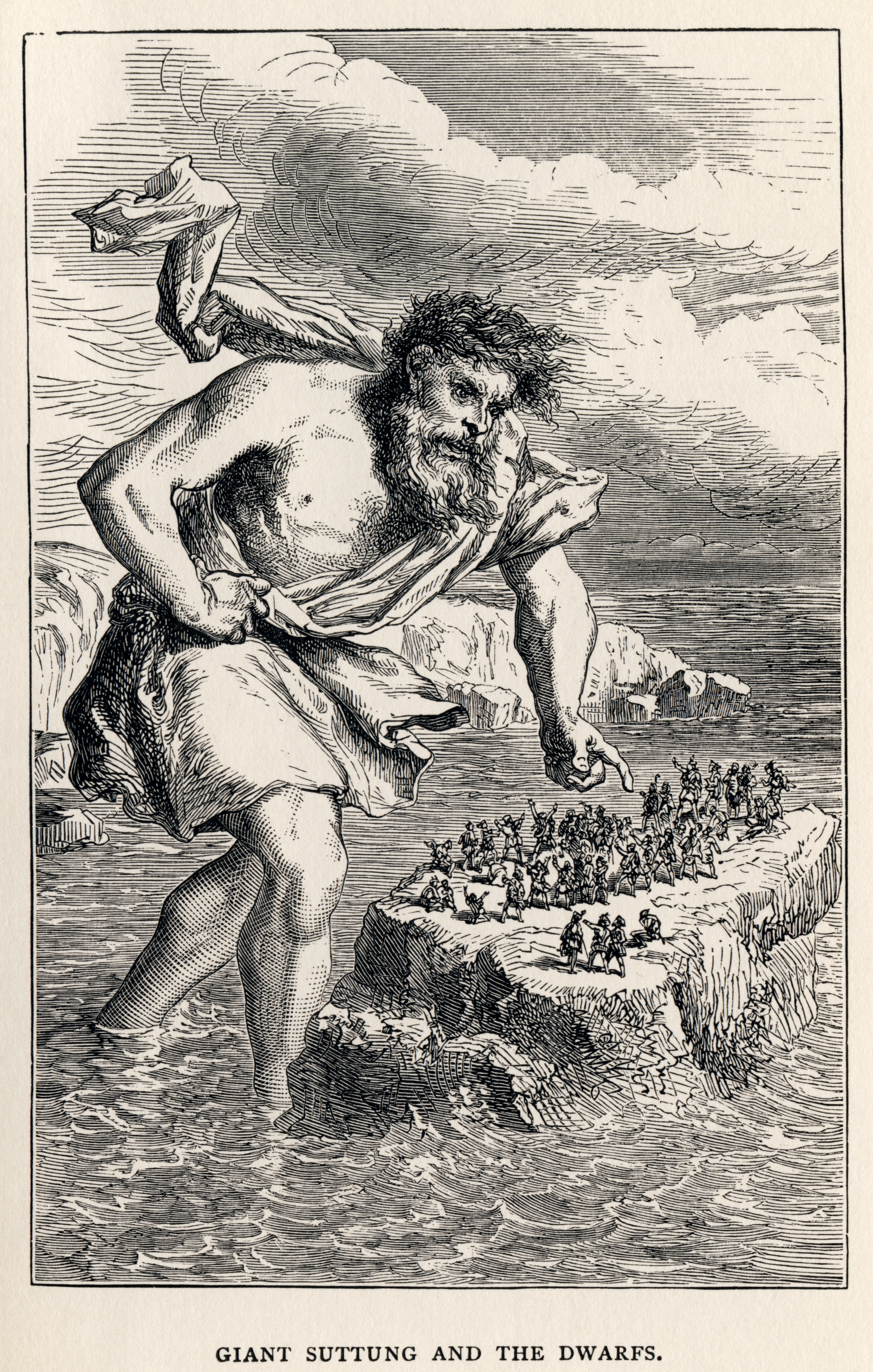
Suttung vyhrožuje skřítkům utopením

Medovina básnictví (také básnická medovina či Suttungova medovina) je bájnou tekutinou – medovinou dávající básnické schopnosti, pocházela z medu a z krve bytosti zvané Kvasi, vzniklé ze slin Ásů a Vanů, kterou posléze zabili skřítci jmény Fjalar a Galar. Po nějaké době pozvali ti samí skřítkové k sobě obra Gillinga i s jeho ženou a oba je zabili. To se dozvěděl jejich syn Suttung, který je přišel pomstít. Jako vykoupení za své životy mu skřítci dali medovinu. Suttung medovinu vzal a odvezl domů. Ukryl ji na místo zvané Hnitbjörg a svěřil své dceři Gunnlöd.
K Gunnlöd přišel, po mnohém plánování, bůh Odin. A po mnoha intrikách se dostal až k Gunnlödě, s níž strávil tři noci. Ta mu poté povolila se trošku napít medoviny, ale zradil ji, vypil medovinu všechnu a v podobě orla prchal do Ásgardu. Suttung spatřil odlétat orla, a tak vzal své orlí roucho a vyrazil za ním. A protože ho téměř dostihl, vypustil Odin trochu medoviny zadem.
A když doletěl do Ásgardu, vyvrhl medovinu do připravených sudů. Tam ji rozdal Ásům a básníkům.
Dnes je medovina chápána jako pouze historický nápoj. Nikdy však nemůžeme vědět, zda opravdu nemá básnické účinky.

## Celý příběh
Jedná se o příběh ze severské mytologie. Byla bájnou tekutinou, která z jakékoliv osoby učinila jedním lokem skvělého básníka.
Příběh začíná na samotném počátku. Během uzavírání míru mezi Asy a Vány se dohodli na zpečetění míru napliváním do společného kotle. Po tomto činu se uspořádala hostina na oslavu míru mezi těmito frakcemi. Po ukončení hostiny bůh Ódin rozhodl, že by byla škoda nechat tento kotel opuštěný. Rozhodl se, že pro tento předmět symbolizující mír vymyslí nějaké využití. S Freyem a Freyou se rozhodli pro stvoření boha, který bude uchovávat moudrost obou skupin. Tak byl stvořen Kvasi. Po několika dnech odpočinku se vydal na cestování po osadách smrtelníků a radil jim s jejich strastmi. Po několika navštívených osadách, taktéž doputoval do osady, ve které žili dva skřítci, (v originálním díle se jedná o trpaslíky) Fjalar a Galar. Měli v úmyslu mu položit zákeřnou otázku v soukromí jejich sídla. Kvasi se tedy vydal do jejich sídla. V sídle se nacházel kotlík nazýval se Ódreri (dárce vytržení) a dva soudky jmenovali se Són a Bodn, vedle těchto nádob byl nasbíraný i med. Než se však stihl zeptat na to, jakou otázku pro něj mají, tak Galar podřízl Kvasimu hrdlo. S pomocí svého bratra Fjalara jej pověsil nad soudky a nechal ho viset do té doby dokud, všechna jeho krev nenatekla do soudků. Krev s medem lehce povařili, přidali pár bobulí a básnická medovina byla hotová.
Druhý den ráno navštívili skřítky bohové. Ti tvrdili, že jsou nevinní, a Kvasi se zadusil svojí moudrostí. Bohové jim uvěřili a odnesli si jeho vykrvené tělo. Rychle se roznesla zvěst o básnické medovině mezi osadami. Doneslo se to i k obrovi Gillingovi, kterému byli skřítci dlužni. Tohoto obra vylákali na loďku, která ho neunesla, a obr se utopil. O medovinu se nechtěli s nikým dělit. Přišla za skřítky i obrova manželka a té se také zbavili. Za nějaký čas se skřítci neprobudili v jejich sídle, jak bylo zvykem, ale na dně loďky a s cizím obrem, který o sobě tvrdil, že je syn Gillinga, a jmenoval, se Suttung. Obr se je snažil utopit a v poslední chvilce, aby si zachránili život, mu slíbili všechnu básnickou medovinu. co mají. Obr váhal a na jejich nabídku přistoupil. Skřítkům byl život ponechán a Suttung si odnášel dohromady tři nádoby básnické medoviny. Jak plynul čas, tak skřítci po osadách hlásili, jak s nimi Suttung naložil a tyto zvěsti se donesly až k samotnému Ódinovi. Rozkázal bohům, ať připraví tři dřevěné sudy, nejlepší brousek a nebozez zvaný Rati. Suttung daroval básnickou medovinu své dceři Gunnlöd, která jí střežila v nitru hory.
Ódin se vydal za Suttungovým bratrem Baugim. Před jeho sídlem pomocí lsti s brouskem zabil všechny jeho otroky a nastoupil na jejich místo. Baugim byl s Ódinem spokojený, ale netušil, že se jedná o Ódina, který se nazýval falešným jménem Bölverk. Bölverk tedy žádal za své služby ochutnat básnickou medovinu, kterou ukrývá jeho bratr. S Baugim se vydal na návštěvu Suttunga. Suttung prosbám bratra nevyhověl. Bölverk navrhl, že se vydají na horu Hnitbjörk (zde byla ukryta medovina). Bölverk propůjčil Baugimu nebozez, aby vyvrtal díru do hory, jelikož to byl silný obr, nebyl to pro něj problém. Jakmile byl otvor hotový, Bölverk se proměnil v hada a do nitra hory se doplazil. Zde se změnil v pohledného mládence a několikrát svedl Gunnlöd. Pomocí vydírání, o tom jak by rád popsal její rty a další překrásné věci na jejím těle, jej zavedla ke kotlům s medovinou. Každý kotel na jeden doušek vypil, proměnil se v orla a ulétěl pryč. Günnlod běžela za svým otcem a řekla mu, co se stalo. Ten se proměnil v orla a letěl za Ódinem. Jakmile se Ódin blížil k sídlu bohů tak, jej začal dohánět Suttung. Z úst naplnil 2 sudy medovinou, a když se chystal naplnit třetí, tak jej Suttung dostihl. Ódin neváhal a třetí sud nenaplnil, ale vypustil jej na Suttunga, kterého usmrtil.